# New Bern
Pour les articles homonymes, voir Bern (homonymie) et Newbern.
La ville de New Bern est le siège du comté de Craven en Caroline du Nord, aux États-Unis dont la population était de 23 128 habitants en 2000. Elle est située au confluent de la Trent et de la Neuse, à 140 km au nord-est de Wilmington et à 60 km à l'ouest de l'océan Atlantique. New Bern est l'une des plus anciennes villes de l'État et en fut même brièvement la capitale. Fondée par des colons suisses, la ville doit son nom à la ville fédérale de ce pays, Berne.

## Histoire

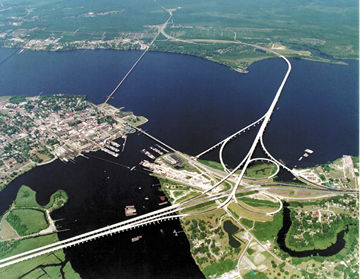
Le pont sur la Neuse River.

New Bern fut fondée par Christoph von Graffenried (« The Baron »), un Suisse d'origine bernoise qui arriva en Amérique en 1710. Il souhaitait étendre son entreprise jusqu'en Amérique, et, pour la promouvoir, appliqua une politique généreuse envers les pauvres qui s'installeraient à New Bern. Cette petite ville devint donc rapidement l'un des lieux de villégiature les plus prisés des Bernois — baptistes surtout — qui quittaient la Suisse pour vivre en Amérique.
En 1893, un jeune pharmacien de New Bern, Caleb Bradham, mit au point le « Brad's Drink » qui deviendra, en 1898, le Pepsi Cola. Sa pharmacie existe toujours et est située à l'intersection de Middle et Pollock Street dans le centre-ville, elle abrite aujourd'hui l'historique Pepsi Store.

## Démographie
| 1800  | 1820  | 1830  | 1840  | 1850  | 1860  |
| ----- | ----- | ----- | ----- | ----- | ----- |
| 2 467 | 3 663 | 3 796 | 3 690 | 4 681 | 5 432 |

| 1870  | 1880  | 1890  | 1900  | 1910  | 1920   |
| ----- | ----- | ----- | ----- | ----- | ------ |
| 5 849 | 6 443 | 7 843 | 9 090 | 9 961 | 12 198 |

| 1930   | 1940   | 1950   | 1960   | 1970   | 1980   |
| ------ | ------ | ------ | ------ | ------ | ------ |
| 11 981 | 11 815 | 15 812 | 15 717 | 14 660 | 14 557 |

| 1990   | 2000   | 2010   | - | - | - |
| ------ | ------ | ------ | - | - | - |
| 17 363 | 23 128 | 29 524 | - | - | - |